# Heriaeus capillatus
Heriaeus capillatus  (лат.) — вид пауков семейства Пауки-бокоходы (Thomisidae).  Встречается в Центральной Азии (Казахстан). Длина тела около 7 мм, головогрудь около 3 мм. Основная окраска коричневая с примесью белых и жёлтых отметин. Эпигинум самки полукруглый, по бокам с бороздками.
Первые две пары ног развернуты передними поверхностями вверх, заметно длиннее ног третьей и четвёртой пар. Паутину не плетут, жертву ловят своими видоизменёнными передними ногами.